# Oleiros (Vila Verde)
Oleiros é uma povoação portuguesa sede da Freguesia de Oleiros do Município de Vila Verde, freguesia com 3,74 km² de área e 1189 habitantes (censo de 2021), tendo, por isso, uma densidade populacional de 317,9 hab./km².

## Demografia
A população registada nos censos foi:
| Distribuição da População por Grupos Etários | Distribuição da População por Grupos Etários | Distribuição da População por Grupos Etários | Distribuição da População por Grupos Etários | Distribuição da População por Grupos Etários |
| -------------------------------------------- | -------------------------------------------- | -------------------------------------------- | -------------------------------------------- | -------------------------------------------- |
| Ano                                          | 0-14 Anos                                    | 15-24 Anos                                   | 25-64 Anos                                   | > 65 Anos                                    |
| 2001                                         | 243                                          | 177                                          | 550                                          | 136                                          |
| 2011                                         | 227                                          | 150                                          | 612                                          | 180                                          |
| 2021                                         | 151                                          | 158                                          | 672                                          | 208                                          |

## História
Pertenceu ao concelho de Prado. Com a extinção deste, em 24 de Outubro de 1855, passou para o concelho (atual município) de Vila Verde.

## Lugares
Além da sede, a Freguesia de Oleiros compreende as seguintes localidades:
- Aldeia
- Barral
- Carvalhães
- Casainhos
- Igreja
- Fonte Carreira
- Friande
- Lamela
- Monte
- Paul
- Residencia
- Ribeira
- Veiga
- Lugar Novo